# Izabeliusz
Izabeliusz – polski herb szlachecki z nobilitacji.

## Opis herbu
W polu złotym orzeł barwy nieznanej.

## Najwcześniejsze wzmianki
Herb z nobilitacji z 8 kwietnia 1598 dla Jakuba Izabeliusza.

## Herbowni
Izabeliusz.